# Zagorice (Visoko, BiH)
Zagorice su naseljeno mjesto u gradu Visokom, Federacija Bosne i Hercegovine, BiH.
Nalazi se u dolini Fojničke rijeke, pritoke Bosne, jugozapadno od Visokog te istočno od Kiseljaka. 

## Povijest
Tijekom bošnjačko-hrvatskog sukoba, u Zagoricama je bila linija bojišnice između HVO-a i Armije BiH. Selo su nakon osvajanja razorili pripadnici Armije BiH, a mještani su izbjegli prema kiseljačkoj općini. Nakon potpisivanja Daytonskog mirovnog sporazuma dio stanovnika se vratio i obnovio svoje domove.

## Stanovništvo

### 1991.
Nacionalni sastav stanovništva 1991. godine, bio je sljedeći:
ukupno: 169
- Hrvati - 103
- Srbi - 52
- Jugoslaveni - 13
- ostali, neopredijeljeni i nepoznato - 1

### 2013.
Nacionalni sastav stanovništva 2013. godine, bio je sljedeći:
ukupno: 59
- Hrvati - 59

## Religija
Zagorice pripadaju župi Kiseljak. U mjestu se nalazi groblje čiji je zaštitnik sveti Ilija prorok, a zajednički se koristi sa Završjem.